# Rudimentos de percussão

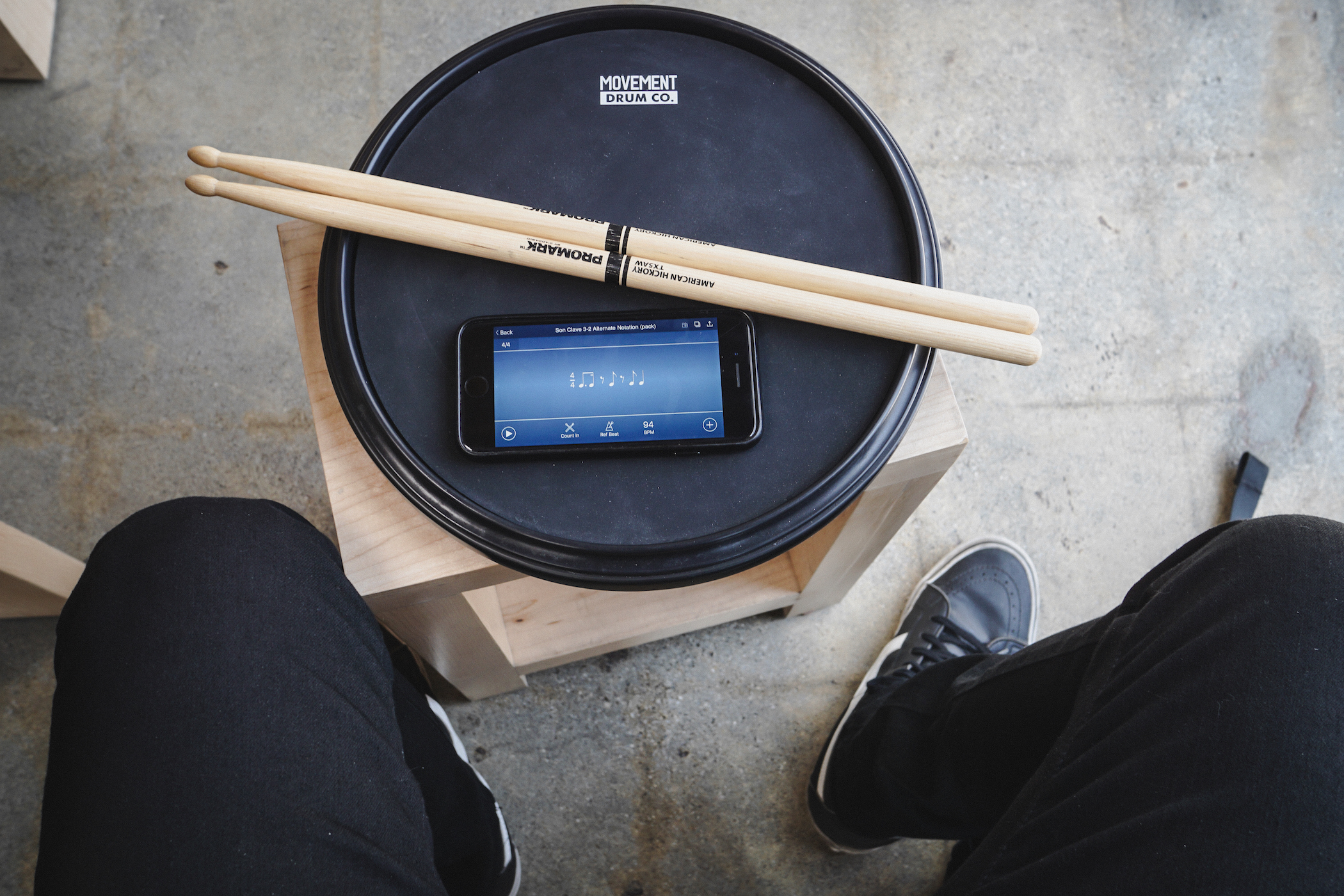
Usando um metrônomo com um bloco de exercícios é uma maneira comum de praticar rudimentos de bateria.

Na música, os rudimentos de percussão ou percussão rudimentar, são pequenas combinações padronizadas (fundamentos) de rítmicos e cadências de baqueteamento de percussão, com o objetivo de treinar a técnica e velocidade entre as mãos dos percussionistas (coordenação, sensibilidade e, destreza) e para tocarem em uníssono. Os rudimentos foram nomeados conforme o som que produzem (onomatopeia), como por exemplo: pa-pa-ma-ma (D-D-E-E).
Possui diversas definições nas sociedades musicais de bateria, de acordo a Rudimental Drumming: é o estudo da coordenação. De acordo a Percussive Arts Society: é um método específico para aprender bateria - começando com rudimentos e gradualmente aumentando a velocidade e a complexidade através da prática dos rudimentos; Pode-se fazer uma analogia para aprender piano, primeiro aprendendo escalas e arpejos, em vez de começar aprendendo a tocar uma música completa (do início ao fim). De acordo com Camp Duty Update um rudimento de bateria é um trecho de uma chamada militar com aspectos definidos, como ritmo, dinâmica (acentos) e uma nomenclatura. De acordo com a Encyclopedia Rudimentia: um rudimento é um padrão de batidas curtas, usando a lógica de John Pratt, que diz "os rudimentos de percussão são traçados", em referência aos traços básicos de percussão.

## História
A origem dos rudimentos da tarola pode ser rastreada até mercenários suíços equipados com armas de haste. O uso de lanças em formação estreita exigiu muita coordenação. O som do tambor foi usado para definir o tempo e comunicar comandos com diferentes padrões de percussão. Esses padrões de bateria se tornaram a base dos rudimentos da caixa.

#### suíço
O primeiro exemplo registrado de pífano e tambor rudimental refere-se às forças militares suíças na batalha de Sempach em 1386. Esses rudimentos influenciaram o sistema francês, que por sua vez tornou-se a base de muitos outros sistemas rudimentares. A Suíça produziu duas culturas rudimentares distintas, a Ordonnanz Trommel mais ampla praticada em Zurique, Valais e Genebra, e a versão de Basileia ou Basler Trommeln.
Os rudimentos de Basler Trommeln são mais conhecidos e praticados fora da região devido às publicações de Fritz Berger, Das Basler Trommeln, Werden und Wesen e Instructor for Basle Drumming, que viajou aos Estados Unidos na década de 1930. Seu aluno Alphonse Grieder continuou promovendo a bateria no estilo Basel na América do Norte por muitos anos, apesar de ter tido pouca credibilidade com os bateristas suíços.
Os dois sistemas suíços diferem de várias maneiras, incluindo que os rudimentos de bateria de Basileia baseiam-se no sistema francês, enquanto os rudimentos suíços são indígenas e que a bateria de Basileia foi anotada em um conjunto de símbolos até o século XX (Berger inventou seu próprio sistema de notação para exportação muito mais legível), enquanto os rudimentos suíços eram escritos em notação dos séculos anteriores. Os rudimentos suíços de Ordonnanz são quase desconhecidos fora da Suíça, enquanto os rudimentos da Basileia foram apresentados (depois da década de 1930) ao redor do mundo, como os escoceses, americanos e híbridos. O Top Secret Drum Corps é uma organização de destaque da Basileia Suíça que utiliza a bateria rudimentar tradicional de Basileia, juntamente com outras influências rudimentares.

#### francês
Os rudimentos franceses foram influenciados pelos suíços e depois contribuíram de volta para a cultura específica de Basileia. A Orchesographie de Thoinot Arbeau (1588) é comumente citada como um dos primeiros textos "rudimentares", embora seu uso real da notação seja limitado. Bateristas profissionais franceses tornaram-se parte da guarda de honra do rei nos séculos XVII e XVIII. O ofício foi aprimorado durante o reinado de Napoleão I. A dança francesa chamada de rigaudon, é um dos fundamentos da bateria rudimentar moderna.
Pelo menos 5 manuais militares franceses apareceram entre 1870 e 1900, começando com École du Tambour de Félix Carnaud (1870) e Methode de Tambour de N. Pita (1885) seguido e ampliado por H. Broutin (1889), Théophile Dureau (1895) e E. Reveillé (1897). Méthode de Tambour et Caisse Claire d'Orchester de Robert Tourte (1946) combinou uma seleção de 34 rudimentos e as clássicos chamadas militares franceses com estudos de trechos orquestrais, como Scheherezade de Nikolai Rimsky-Korsakov e Bolero de Maurice Ravel. O sistema francês é complexo e expansivo, rivalizando em escopo com os sistemas suíço, americano e escocês. Entre 30 e 34 rudimentos são normalmente ensinados a partir de meados do século XX, partir de um catálogo histórico de mais de 70 variações de rudimentos.

#### espanhol
A Espanha usou seu próprio sistema rudimentar, documentado em 1761, com Manual de Toques de Guerra . Composto principalmente por toques únicos, o sistema é extremamente simples.

#### alemão
As regiões de língua alemã da Europa desenvolveram seu próprio sistema rudimental no final do século XVIII, como evidenciado pela publicação em 1777, Kurze Anweisung zum Trommel-Spiel de Wittwe O sistema era dominado pela mão direita e apresentava apenas alguns rudimentos padrão, como como o druckruf e o doppelwirbel.

#### holandês
A tradição militar da Holanda tem um sistema rudimentar distinto. Sabe-se que os bateristas têm participado de funções militares desde 1570, que recebiam o orçamento dos comandantes até 1688, quando começaram a pagar diretamente aos músicos. O termo rudimentar "Tattoo", termo para uma reunião do corpo de tambores e um sinal do serviço militar padrão, deriva dos tambores holandeses "Taptoe". Os manuais remontam de 1809, com a publicação de Over Het Tromslaan - Met Marschen, In Andere Muziekstukken Voor Den Trom que indica alguns testes básicos e alguns sinais militares. Marsen en Signalen voor de Koninklijke Nederlandsche Armee por  nl  foi publicado em 1815 e mostra cerca de nove rudimentos básicos. Vários manuais são conhecidos do final do século XIX e início do século XX, como o Voorschrift voor den seargent of korporaaltamboer de 1893, a escola Tamboers- e Hoornblazers de 1896 e a escola Tamboers- e Hoornblazers de 1901. O sistema foi simplificado e muitos enfeites foram removidos na década de 1930. O sistema foi refinado novamente após a Segunda Guerra Mundial em 1945 e 1946. Agora, apenas os fuzileiros navais holandeses continuam ativamente a tradição militar oficial, juntamente com alguns grupos civis. Atualmente, existem apenas cerca de dezesseis rudimentos holandeses.

#### britânico
Os manuais rudimentares britânicos com rudimentos decifráveis datam de 1634, com a publicação de Warlike Directions, de Thomas Fisher, ou da Prática de Soldados, que mostra pelo menos quatro rudimentos baseados em ruff. Um manual mais completo apareceu em 1760, The Drummer's Instructor, de Spencer. A bateria militar britânica já havia sido exportada para as colônias americanas na época da Revolução Americana, na década de 1770. O autor anonimamente Young Drummers Assistant foi publicado por volta de 1780 e foi um livro influente nos dois lados do Atlântico. O sistema britânico foi aperfeiçoado ainda mais para o século XIX por Samuel Potter em 1817 com seu livro A arte de bater o tambor . No século XVIII, os uniformes dos bateristas foram revertidos em cores do resto de sua unidade militar, mas após a Guerra de 1812 e, coincidentemente, durante o serviço de Samuel Potter, seus uniformes foram trocados para o esquema de cores padrão para não se destacar nas batalhas. Nos tempos modernos, todo batalhão de infantaria nas forças armadas britânicas tem um corpo de bateria rudimentar, exceto os batalhões irlandeses, escoceses e de fuzil, que apresentam faixas de tubos e seu estilo associado de bateria escocesa.

#### escocês
As bandas escocesas de cachimbo, em sua forma moderna, foram criadas pelo exército britânico por volta de 1830. Os regimentos britânicos compostos por clãs escoceses casaram-se com rudimentares percussões com gaitas de foles e kilts, para manter sua cultura independente. Os rudimentos do tambor foram modificados a partir de fontes britânicas e europeias para se ajustarem aos idiomas de tubulação que estavam em vigor há várias centenas de anos antes. Bandas de cachimbo, e seus bateristas estilisticamente únicos, viram seu primeiro uso generalizado durante a Guerra da Criméia . Eles continuaram sendo uma parte ativa da batalha até a Primeira Guerra Mundial, após a qual assumiram um papel cerimonial.

#### americano
Muitas tentativas de formalizar uma lista padrão de rudimentos americanos de tarolas foram feitas. A primeira publicação a organizar formalmente a bateria americana foi de Friedrich Wilhelm von Steuben em Valley Forge. Ele incluiu sinais de serviço de campo em seu manual geral sobre práticas militares para as tropas de George Washington, o "livro azul" escrito em 1778-79, embora as partes do tambor estivessem listadas em prosa. O primeiro manual rudimentar da América a prescrever exercícios rudimentares em notação foi Um livro de bateristas de guerra revolucionária, também de 1778, que exibia 20 exercícios que podem ser tomados como rudimentos, bem como "batidas de tambor", como a peça Valley Forg [sic]. Isto foi seguido pelo manual de Ben Clark sobre bateria militar em 1797 e o livro de David Hazeltine, Instructor in Martial Music, em 1810. Charles Stewart Ashworth foi a primeira pessoa a rotular os exercícios de bateria curta como "Rudiments" em 1812.
Vários outros manuais de nota foram impressos entre 1812 e 1860, incluindo os de Charles Robbins (1812), Rumrille e Holton (1817), Alvan Robinson (1818), Levi Lovering (1819) e George Klinehanse (1853).
Vários manuais apareceram a seguir durante a Guerra Civil Americana, incluindo os de Elias Howe (1861), Keach, Burditt e Cassidy (1861), Bruce e Emmett (1862), HC Hart (1862), William Nevins (1864). O manual militar geral do ajudante-general Samuel Cooper de 1861 também continha uma pequena seção sobre bateria rudimentar, mas de uma forma muito simplificada.
Gardiner A. Strube publicou sua destilação influente das práticas da Guerra Civil em 1870. Entre a Guerra Civil e o século XX, Fifes e Drums foram eliminados em favor de cornetas para sinais oficiais, embora a música militar continuasse sendo ensinada e praticada para fins cerimoniais. John Philip Sousa produziu um manual em 1886 que mais tarde seria revisto várias vezes pelo Exército dos EUA. Walter Smith também produziu um manual em 1897 para o Exército e a Marinha, embora ele fosse um líder de banda nos fuzileiros navais . Em 1912, apenas 42 anos depois das lições de Strube, Harry Bower, em seu livro O sistema Harry A. Bower para sinos de bateria, xilofone e timpani, chama os rudimentos militares de "antigos", "antiquados" e "batidas à moda antiga, rolos, e floresce ", para ser tocado apenas quando emular um som militar. O livro Bower oferece várias versões concorrentes de muitos rudimentos extraídos de vários manuais concorrentes do século XIX.
Durante a Primeira Guerra Mundial, VF Safranek publicou um manual em 1916 (baseado no trabalho de Smith em 1897), enquanto Carl E. Gardner lançou outro em 1918. Sanford Moeller colocou uma lista em seu livro de 1925, que é um dos poucos livros aqui destinados a bateristas civis. O método Moeller defendia o retorno às tradições "antigas" da técnica e dos rudimentos de percussão militar.
A Associação Nacional de Bateristas Rudimentais, uma organização criada para promover a bateria rudimental que incluía George Lawrence Stone e William F. Ludwig, Sr., organizou uma lista de 13 rudimentos essenciais e o segundo conjunto de 13 rudimentos adicionais para formar o NARD Standard 26 em 1933 . Isso foi amplamente baseado nos 25 rudimentos de Strube de 1870, com uma única adição, o rolo de golpe único.
Durante a Segunda Guerra Mundial, o Departamento de Guerra usou um manual de 1940, o Manual Técnico de Música de Campo TM 20-250, que ecoa claramente Smith e Safranek, embora não liste nenhum autor. O Corpo de Fuzileiros Navais tinha um manual concorrente, essencialmente espelhando Sousa, mas atualizado em 1942, Manual for Drummers, Trumpeters e Fifers .
Mais tarde, no século XX, houve várias variações e extensões notáveis da bateria rudimentar de professores como Charles Wilcoxon, autor de All-American Drummer e Modern Rudimental Swing Solos, e Alan Dawson, cujo "Rudimental Ritual" era popular no Berklee College of Music in década de 1970.
A Drum Corps International foi fundada em 1971, reunindo tambores de toda a América do Norte para competir, alguns dos quais existiam desde as décadas de 1930 ou 1940 (embora muitos outros tenham sido formados até meados da década de 1960). Desde o início, os bateristas expandiram constantemente o vocabulário rudimental do repertório militar tradicional americano e do NARD para incluir rudimentos suíços e rudimentos híbridos que combinavam elementos de vários rudimentos não relacionados em novos e mais complexos padrões.
Em 1984, um comitê da Percussive Arts Society, liderado por Jay Wanamaker, reorganizou e reinterpretou o NARD 26 e adicionou outros 14 para formar os atuais 40 rudimentos internacionais da tarola.

#### Atualidade
No século XXI, existem quatro principais culturas rudimentares da bateria: Swiss Basler Trommeln, Scottish Pipe Drumming, Anglo-American Ancient Drumming e American Modern Drumming (ou bateria híbrida DCI ). Outras culturas rudimentares organizadas incluem os sistemas francês, holandês, alemão e suíço (não-Basiléia, pouco conhecido fora da Suíça), que ainda são estudados em pequena escala em seus países de origem. Existe também uma cultura rudimentar espanhola histórica distinta, embora esse sistema não seja mais amplamente utilizado.
Recentemente, a Associação Internacional de Bateristas Tradicionais (IATD) vem trabalhando para mais uma vez promover os 26 rudimentos do NARD de 1933 (lista 1870 de Strube de 25 mais 1). Um dos principais problemas que a IATD tem com o PAS 40 é a "influência suíça" embora apenas 8 dos 14 rudimentos extras que não aparecem no Padrão 26 sejam estrangeiros ou não sejam encontrados nos manuais militares americanos antes do Strube. . Desses 8 rudimentos não tradicionais, apenas 4 são de origem suíça.
Existe um movimento na Alemanha, Áustria e Suíça, liderado por Claus Hessler e Percussion Creativ, para revisar práticas rudimentares e combinar os sistemas francês e da Basiléia com alguns dos rudimentos americanos modernos em um único códice rudimentar 42 rudimentos. O Codex Rudimental foi submetido à UNESCO como um patrimônio intangível do mundo.

## Terminologia
Batida simples, um traço executa uma única nota percussiva. Existem quatro cursos únicos básicos.
Batida dupla, um golpe duplo consiste em dois golpes únicos jogados pela mesma mão ( RR ou LL ).
Diddle, é um toque duplo jogado na velocidade atual da peça. Por exemplo, se uma passagem da semicolcheia estiver sendo tocada, qualquer desdobramento nessa passagem consistirá em semicolcheias.
Paradiddle, consiste em duas batidas alternadas únicos seguidos por um batida duplo (RLRR ou LRLL). Quando vários são tocados em sucessão, a primeira nota sempre alterna entre direita e esquerda. Portanto, um único Paradiddle é freqüentemente usado para mudar a "mão principal" na música de bateria.
Arrasto, é um golpe duplo, jogado com o dobro da velocidade do contexto em que é colocado. Por exemplo, se uma passagem de semicolcheia estiver sendo tocada, qualquer arrastamento nessa passagem consistirá em notas de trinta segundos. Os drags também podem ser anotados como notas de cortesia, onde o espaçamento entre as notas pode ser interpretado pelo tocador. Nos tímpanos, os drags costumam ser tocados com furar alternado ( rlR ou lrL ). A exceção são tempos extremamente lentos, nos quais a aderência padrão de um arrasto de golpe duplo pode ser aplicada de maneira mais limpa.
Ruff, historicamente, o Drag moderno era conhecido como Ruff (ou Rough) se batido fechado e Half Drag quando batido aberto. Ruff também pode se referir a um único conjunto de notas graciosas precedidas de uma nota regular. No jogo americano, o 3 Stroke Ruff tem 2 notas de carência simples antes da nota principal ou completa e um 4 Stroke Ruff tem 3 singles antes da nota principal. Outros sistemas rudimentares têm diferentes métodos e nomes de aderência para figuras de notação semelhantes. O termo Ruff agora é antiquado e quase obsoleto nos Estados Unidos, pois o 3 Stroke Ruff e o 4 Stroke Ruff não estão oficialmente listados nas folhas de rudimentos da NARD ou PAS e o termo Drag eclipsou Ruff (ou Rough) pelos rudimentos de traço duplo, na execução aberta ou fechada, de acordo com a terminologia padrão do PAS atual.
Flam, consiste em dois golpes únicos tocados por mãos alternadas ( RL ou LR ). O primeiro golpe é uma nota de graça mais calma, seguida por um golpe primário mais alto na mão oposta. As duas notas são tocadas quase simultaneamente e pretendem soar como uma nota mais ampla. A distância temporal entre a nota de cortesia e a nota principal pode variar dependendo do estilo e do contexto da peça que está sendo tocada.
Lista, combinações de tambor com várias técnicas empregadas para produzir um som contínuo e sustentado.

## Rudimentos internacionais (P.A.S.)
Os rudimentos foram classificados conforme a Sociedade de Artes Percussivas (do inglês Percussive Arts Society - PAS). Inicialmente eram 40 rudimentos divididos em quatro grupos:
- Roll Rudiments
- Diddle Rudiments
- Flam Rudiments
- Drag Rudiments

Pode haver até mil rudimentos distintos em todo o mundo, mas esses 40 são os padrões americanos atuais, chamados de "internacionais" porque misturam rudimentos tradicionalmente usados na bateria anglo-americana com vários extraídos da tradição de bateria da Basileia Suíça. Eles foram compilados por um comitê liderado por Jay Wanamaker em 1984, que também incluía William F. Ludwig Jr., filho do fundador da NARD em 1933.

### Roll rudiments

#### Rudimentos de golpe único
Single Stroke Roll, é a combinação de batida única consiste na aderência alternada (ou seja, RLRL, etc.) de velocidade e comprimento indeterminados.
| Nome                | Notação | Exemplo | Descrição |
| ------------------- | ------- | ------- | --- |
| Single stroke roll  |         |         | Evenly-spaced notes played with alternating sticking. Though usually played fast, even half notes with alternating sticking would be considered a single stroke roll.    |
| Single stroke four  |         |         | Four notes played with alternating sticking, usually as a triplet followed by an eighth note (as in the picture) or as three grace notes before a downbeat (like a ruff) |
| Single stroke seven |         |         | Seven notes played with alternating sticking, usually as sextuplet followed by a quarter note                                                                            |

#### Rudimentos de rolagem múltipla
| Nome                 | Notação | Exemplo | Descrição |
| -------------------- | ------- | ------- | --- |
| Multiple bounce roll |         |         | Alternate-handed strokes with no specific number of bounces. Sounds even and continuous. Also called a "buzz roll," "closed roll," or "press roll" (most often when referred to in the context of drum-set playing). |
| Triple stroke roll   |         |         | Alternate-handed strokes with three specific strokes. Each stroke can be bounced or wristed. Also called a "French roll".                                                                                            |

#### Rudimentos de rolo aberto de curso duplo
Existem 10 variantes oficiais do rolo de curso duplo.
| Nome                                | Notação | Exemplo | Descrição |
| ----------------------------------- | ------- | ------- | --- |
| Double stroke open roll (long roll) |         |         | Like the single-stroke roll, usually played fast, but even when played slowly, alternating diddles are considered a double stroke roll. Played so each individual note can be heard distinctly. |
| Five stroke roll                    |         |         | Two diddles followed by an accented note |
| Six stroke roll                     |         |         | Unlike most other double stroke rudiments, the six stroke roll begins with an accented single note. It is followed by two diddles and another accented note.                                    |
| Seven stroke roll                   |         |         | Three diddles followed by an accented note |
| Nine stroke roll                    |         |         | Four diddles followed by an accented note |
| Ten stroke roll                     |         |         | Four diddles followed by two accented notes |
| Eleven stroke roll                  |         |         | Five diddles followed by an accented note |
| Thirteen stroke roll                |         |         | Six diddles followed by an accented note |
| Fifteen stroke roll                 |         |         | Seven diddles followed by an accented note |
| Seventeen stroke roll               |         |         | Eight diddles followed by an accented note |

### Rudimentos de Diddle
Os Diddle Rudiments são formados por 4 rudimentos baseados na combinação entre Toques Simples e Toques Duplos. São eles: Single Paradiddle, Double Paradiddle, Triple Paradiddle e Single Paradiddle-diddle.
| Nome                      | Notação | Exemplo | Descrição                                                |
| ------------------------- | ------- | ------- | -------------------------------------------------------- |
| Single paradiddle simples |         |         | Two alternating notes followed by a diddle               |
| Double paradiddle duplo   |         |         | Four alternating notes followed by a diddle              |
| Triple paradiddle triplo  |         |         | Six alternating notes followed by a diddle               |
| Paradiddle-diddle         |         |         | Two alternating taps followed by two alternating diddles |

### Rudimentos Flam
Os Flam Rudiments é um grupo de 11 rudimentos baseados na combinação entre uma Nota Principal e uma Apojatura. São eles: Flam, Flam Accent, Flam Tap, Flamacue, Flam Paradiddle, Single Flammed Mill, Flam Paradiddle-diddle, Pataflafla, Swiss Army Triplet, Inverted Flam Tap, Flam Drag.
| Nome                   | Notação | Exemplo | Descrição |
| ---------------------- | ------- | ------- | --- |
| Flam                   |         |         | Two taps (a grace note followed by a full volume tap) played very close together in order to sound like one slightly longer note. In the Hudson Music DVD Great Hands For a Lifetime, drummer Tommy Igoe describes flams as "the easiest rudiment to play wrong" and goes on to say "...think of the syllable 'lam'. It's one syllable. 'Flam' is still only one syllable, but it's slightly longer." This is a good way for a beginner to conceptualize a "correct" flam. |
| Flam accent            |         |         | Alternating groups of three notes of the form [flam – tap – tap] |
| Flam tap               |         |         | Alternating diddles with flams on the first note of each diddle |
| Flamacue               |         |         | A group of four notes and an ending downbeat, where the first note and the down beat are flammed, and the second note is accented |
| Flam Paradiddle        |         |         | A paradiddle with a flam on the first note. Also known as a "flamadiddle". |
| Single flammed mill    |         |         | An inverted paradiddle (RRLR, LLRL) with a flam on the first note of each diddle |
| Flam paradiddle-diddle |         |         | Alternating paradiddle-diddles with flams on the first note of each |
| Pataflafla             |         |         | A four-note pattern with flams on the first and last notes |
| Swiss Army triplet     |         |         | A right hand flam followed by a right tap and a left tap, or (using a left hand lead) a left hand flam followed by a left tap and a right tap. It is often used in the place of a flam accent, since repeated flam accents will have three taps on the same hand in a row, where repeated Swiss army triplets only involve two taps on the same hand. |
| Inverted flam tap      |         |         | Alternating diddles (offset by one sixteenth note) with a flam on the second note of each diddle. Also known as a "tap flam". |
| Flam drag              |         |         | Alternating groups of three notes of the form [flam – drag – tap] |

### Arraste rudimentos
Os Drag Rudiments é um grupo de 10 rudimentos baseados no Drag (Rufo ou Ruff). São eles: Drag, Single Drag Tap, Double Drag Tap, Lesson 25, Single Dragadiddle, Drag Paradiddle #1, Drag Paradiddle #2, Single Ratamacue, Double Ratamacue, Triple Ratamacue.
| Nome                                   | Notação | Descrição |
| -------------------------------------- | ------- | --- |
| Arraste (meio arrastar ou ruff)        |         | Duas notas graciosas antes da torneira, que geralmente são acentuadas |
| Toque de arrasto único (arraste único) |         | Duas notas alternadas em que a primeira nota possui notas de cortesia de arrastar e a segunda é acentuada                                                                       |
| Toque duas vezes (arraste duas vezes)  |         | Um único toque de arrasto com outro toque de graça antes dele |
| Lição 25 (dois e três)                 |         | Uma lição 25 é três notas alternadas em que a primeira nota tem notas de cortesia de arrastar e a terceira é acentuada                                                          |
| Single dragadiddle                     |         | Um paradigma em que a primeira nota é uma chatice |
| Arraste o paradiddle No. 1             |         | O primeiro paradigma de arrasto é uma nota acentuada seguida por um paradigma com notas de graça de arrasto na primeira nota.                                                   |
| Arraste o paradiddle No. 2             |         | O segundo paradigma de arrastar são duas notas acentuadas, seguidas por um paradigma, com notas de graça de arrastar na segunda nota acentuada e na primeira nota do paradigma. |
| Ratamacue único                        |         | Quatro notas em que a primeira nota possui notas de arrastar graça e a quarta é acentuada                                                                                       |
| Double ratamacue                       |         | Um único ratamacue com um arrasto antes dele |
| Triple ratamacue                       |         | Um único ratamacue com dois drags antes |

## Organização histórica
NARD Standard 26 American Drum Rudiments de 1933)

### Treze rudimentos "essenciais"
- The double stroke open roll
- The five stroke roll
- The seven stroke roll
- The flam
- The flam accent
- The flam paradiddle
- The flamacue
- The drag (half drag or ruff)
- The single drag tap
- The double drag tap
- The double paradiddle
- The single ratamacue
- The triple ratamacue

### Segundos treze rudimentos
- The single stroke roll
- The nine stroke roll
- The ten stroke roll
- The eleven stroke roll
- The thirteen stroke roll
- The fifteen stroke roll
- The flam tap
- The single paradiddle
- The drag paradiddle No. 1
- The drag paradiddle No. 2
- The flam paradiddle-diddle
- The lesson 25
- The double ratamacue

### Últimos quatorze rudimentos
Em 1984, a Percussive Arts Society adicionou mais 14 rudimentos na lista dos 40 rudimentos internacionais de tarola. A ordem foi completamente alterada. 
- The single stroke four
- The single stroke seven
- The multiple bounce roll
- The triple stroke roll
- The six stroke roll
- The seventeen stroke roll
- The triple paradiddle
- The single paradiddle-diddle
- The single flammed mill
- The pataflafla
- The Swiss Army triplet
- The inverted flam tap
- The flam drag
- The single dragadiddle

- Charles Stewart Ashworth : major e autor de bateria, United States Marine Corps Band
- Samuel Potter : tambor principal e autor, Band of the Coldstream Guards
- HC Hart : major de bateria e autor, 71ª Infantaria de Nova York
- George Barrett Bruce : major e autor de bateria, 7ª Milícia de Nova York
- Gardiner A. Strube : major e autor de bateria, Zouaves de Duryeé
- J. Burns Moore : baterista campeão, colaborador dos 26 rudimentos, ex-presidente da NARD, New Haven Symphony Orchestra e Governor's Guards
- William F. Ludwig : colaborador na seleção dos 26 rudimentos padrão, proprietário da Ludwig Drums Company, ex-presidente da NARD
- George Lawrence Stone : autor e professor, colaborador na seleção dos 26 rudimentos padrão, ex-presidente da NARD
- Frank Arsenault : professor conhecido por sua gravação oficial de The 26 Standard American Drum Rudiments and Selected Solos, ex-presidente da NARD
- Fritz Berger : autor e professor, promotor de rudimentos suíços
- Charley Wilcoxon : autor e professor
- Marty Hurley : colaborador dos rudimentos da PAS 40, instrutor e arranjador, Phantom Regiment Drum and Bugle Corps
- Mitch Markovich : compositor, clínico, ex-presidente da NARD, The Cavaliers Drum and Bugle Corps
- Fred Sanford : colaborador dos rudimentos da PAS 40, instrutor e arranjador, Santa Clara Vanguard Drum and Bugle Corps
- Jay Wanamaker : autor, colaborador dos rudimentos da PAS 40, presidente Roland Corporation
- Ralph Hardimon : instrutor e arranjador, Santa Clara Vanguard Drum and Bugle Corps

## Rudimentos híbridos
Um rudimento de tambor híbrido ocorre quando dois rudimentos são combinados em um rudimento. Por exemplo, o PAS#30 Flam Drag é um híbrido simples que combina os rudimentos tradicionais do PAS#20 Flam e #31 Drag. Um híbrido também pode ser criado adicionando um prefixo antes de um rudimento ou sufixo no final do rudimento na forma de notas extras.
- O rudimento não pode demorar muito para chegar a uma medida (barra).
- O rudimento precisa ser simétrico, o que significa que ele pode ser reproduzido à direita ou à esquerda. Como um exemplo; a batida do rock não pode ser um rudimento, porque a mão direita toca algo completamente diferente da esquerda.[66]

Alguns exemplos são o "Herta", que é um empecilho jogado com furar alternado; o "queijo", uma bagunça com uma nota de graça; e o "eggbeater", um cinco tuplet com a cola "rrrll". Esses híbridos deram lugar a outros híbridos; o "invertido de queijo" (uma torneira de flam invertida com queijos em vez de ameixas) e o "diddle-egg-five" (um paradiddle-diddle seguido de um batedor de ovos e dois maçanetas, um em cada mão). Outros rudimentos híbridos incluem: "relatórios de livros", "ninjas" e "flam dragons" (anteriormente conhecidos como "double flam drags").
A mais recente inovação em rudimentos híbridos foi "The Grid", que é um método para produzir variações em um padrão rudimentar simples, movendo os elementos individuais do rudimento (por exemplo, golpes, acentos ou maçanetas) através das notas do ritmo básico de o rudimento. Um exemplo de uma técnica de grade seria tocar o PAS Flam Accent (uma nota de cortesia e sotaque no primeiro de três movimentos únicos) com o sotaque na primeira nota, depois na segunda nota e na terceira nota, produzindo 3 variações de o padrão e esgotando as opções de posicionamento para o acento dentro do ritmo. O mesmo poderia ser feito com a nota de cortesia para o flam, produzindo mais 3 padrões. Os 6 padrões resultantes podem então ser combinados de maneira seqüencial, produzindo variações adicionais até que todas as combinações de elementos sejam esgotadas. Nem todas as combinações resultantes são nomeadas ou listadas oficialmente como rudimentos, mas são úteis no desenvolvimento das habilidades de um jogador.